# هنری الیس
سِر هِنری اِلیس (به انگلیسی: Sir Henry Ellis) (زاده ۱ سپتامبر ۱۷۸۸ – درگذشته ۲۸ سپتامبر ۱۸۵۵) دیپلمات و سیاست‌مدار بریتانیایی دارای نشان حمام و عضو شورای خصوصی بریتانیا بود. وی به مدت یک سال به عنوان وزیر مختار بریتانیا در زمان فتحعلی‌شاه قاجار در خاک ایران حضور داشت.

## زندگینامه
او فرزند نامشروع رابرت هوبارت، چهارمین ارل باکینگهام‌شر بود. وی به مدت شش سال در خدمت کمپانی هند شرقی بود و در حکومت بنگال بریتانیا سمت منشی مخصوص برای رئیس هیأت کنترل را بر عهده داشت. در سال ۱۸۱۴ به عنوان وزیر مختار موقت به ایران فرستاده شد و توانست پیمان صلحی معروف به پیمان ۱۸۱۴ (پیمان تهران)  را با این کشور با موفقیت به امضا برساند. سپس در سال بعد به ایران بازگشت.
الیس در ۱۸۱۶ به عنوان کمیسیونر سوم به همراه ویلیام پیت آمهرست، دومین بارون آمهرست به سفارت چین رفت. آنها در راه بازگشت از چین سوار بر کشتی اچ‌ام‌اس الچست بودند که به صخره‌های جزیره بورنئو برخوردند. ایشان مجبور شدند سوار بر یک قایق به سمت جاوه بروند و در نهایت پس از طی صدها مایل به باتاویا رسیدند. سپس سوار بر یک کشتی دیگر به نجات دیگران بازگشتند. الیس گزارش داد که تنها با حضور نظامی قدرتمند پادشاهی متحد بریتانیا می‌توان بر پکن تأثیر لازم را گذاشت.
الیس بعد از مرگ پدرش در سال ۱۸۱۶ دچار وضع مالی بدی شد. او ابتدا در سال ۱۸۱۹ دبیر مستعمره دماغه امید نیک شد و یک سال بعد توانست از حزب توری‌ها به نمایندگی از حوزه انتخابیه بوستون وارد پارلمان شود. از آنجا که این دو شغل با هم ناسازگار بودند، ویلیام آگوستوس که نامزد مقابل الیس در انتخابات بود توانست وی را در ۱۸۲۱ از پارلمان کنار بزند. الیس بین ۱۸۲۴ تا ۱۸۲۵ کمیسیونر گمرک، از ۱۸۲۵ تا ۱۸۳۴ خزانه‌دار و از ۱۸۳۰ تا ۱۸۳۵ به عنوان کمیسیونر هیأت کنترل فعالیت داشت.
الیس در ژوئیه ۱۸۳۵ به عنوان سفیر ایران انتخاب شد اما در نوامبر سال بعد این سمت را رها کرد. بعدها در سال ۱۸۴۲ به همراه هیأتی ویژه عازم برزیل شد و در سال ۱۸۴۸ توسط دولت بریتانیا برای شرکت در کنفرانس بروکسل در خصوص ایتالیا مأمور شد.
الیس در ۱۸۳۲ به عنوان مشاور خصوصی پادشاهی و در سال ۱۸۴۸ به نشان حمام مفتخر گردید. در هنگام بازنشستگی از خدمات دیپلماتیک مبلغ ۱٬۴۰۰ پوند در سال برای وی مستمری تعیین گردید که بخشی از آن مربوط به شغل خزانه‌داری بود. الیس در ۲۸ سپتامبر ۱۸۵۵ در برایتون در گذشت.

## آثار
- ۱۸۱۷ - کتابی در خصوص سفر به همراه آمهرست
- ۱۸۳۰ - نامه‌هایی در خصوص مسئلهٔ هند شرقی، خطاب به اعضای مجلسین بریتانیا[۲]

| پیشین: جیمز موریه | نمایندهٔ بریتانیا در ایران ۱۸۱۴ | پسین: سر هنری ویلوک |